# Kym Ruddell
Kym Ruddell (19 luglio 1955) è un'ex tennista australiana.

## Carriera
In carriera ha vinto un titolo di doppio, il WTA San Antonio nel 1977, in coppia con Karen Krantzcke. Nei tornei del Grande Slam ha ottenuto il suo miglior risultato raggiungendo le semifinali di doppio agli Australian Open nel gennaio 1977, in coppia con la connazionale Janet Young, e nel dicembre dello stesso anno, in coppia con la statunitense Patricia Bostrom.

## Statistiche

### Doppio

#### Vittorie (1)
| Numero | Anno          | Torneo                       | Superficie | Compagna        | Avversarie in finale    | Punteggio |
| 1.     | 27 marzo 1977 | WTA San Antonio, San Antonio | Cemento    | Karen Krantzcke | Judy Connor Jane Preyer | 6-3, 6-0  |

### Doppio

#### Finali perse (3)
| Numero | Anno             | Torneo                             | Superficie | Compagna         | Avversarie in finale           | Punteggio     |
| 1.     | 7 dicembre 1975  | Southern Cross Classic, Adelaide   | Erba       | Janet Young      | Sue Barker Michelle Tyler      | 5-7, 3-6      |
| 2.     | 27 novembre 1977 | Sunsmart Victorian Open, Melbourne | Erba       | Patricia Bostrom | Evonne Goolagong Betty Stöve   | 3-6, 0-6      |
| 3.     | 23 dicembre 1979 | New South Wales Open, Sydney       | Erba       | Barbara Jordan   | Diane Desfor Barbara Hallquist | 6-4, 2-6, 2-6 |

### Risultati in progressione
| Sigla | Risultato               |
| ----- | ----------------------- |
| V     | Vincitore               |
| F     | Finalista               |
| SF    | Semifinalista           |
| O     | Oro olimpico            |
| A     | Argento olimpico        |
| SF    | Bronzo olimpico         |
| QF    | Quarti di Finale        |
| 4T    | Quarto turno            |
| 3T    | Terzo turno             |
| 2T    | Secondo turno           |
| 1T    | Primo turno             |
| RR    | Round Robin             |
| LQ    | Turno di qualificazione |
| A     | Assente                 |
| ND    | Non disputato           |

| Legenda superfici    |
| -------------------- |
| Cemento              |
| Terra battuta        |
| Erba                 |
| Superficie variabile |

#### Singolare nei tornei del Grande Slam
| Torneo          | 1975 | 1976 | 1977 | 1977 | 1978 | 1979 |
| --------------- | ---- | ---- | ---- | ---- | ---- | ---- |
| Australian Open | 1T   | 1T   | 1T   | 1T   | 1T   | 1T   |
| Open di Francia | A    | A    | A    | A    | A    |      |
| Wimbledon       | A    | A    | A    | A    | A    |      |
| US Open         | A    | A    | A    | A    | A    |      |

#### Doppio nei tornei del Grande Slam
| Torneo          | 1974 | 1975 | 1976 | 1977 | 1977 | 1978 | 1979 | 1980 |
| --------------- | ---- | ---- | ---- | ---- | ---- | ---- | ---- | ---- |
| Australian Open | 2T   | 2T   | 2T   | SF   | SF   | QF   | QF   | 2T   |
| Open di Francia | A    | A    | A    | A    | QF   | A    | A    |      |
| Wimbledon       | A    | 2T   | A    | 2T   | 2T   | 3T   | 1T   | A    |
| US Open         | A    | A    | A    | A    | 2T   | 2T   | A    |      |

#### Doppio misto nei tornei del Grande Slam
| Torneo          | 1976 | 1977 | 1977 | 1978 |
| --------------- | ---- | ---- | ---- | ---- |
| Australian Open | ND   | ND   | ND   | ND   |
| Open di Francia | A    | A    | A    |      |
| Wimbledon       | 1T   | 1T   | 1T   | 2T   |
| US Open         | A    | A    | 2T   |      |